# Torelló
Torelló ist eine katalanische Stadt in der Provinz Barcelona im Nordosten Spaniens. Sie gehört zur Comarca Osona.

## Lage
Torelló liegt an der Mündung des Flusses Ges in den Ter. Die Stadt ist Hauptort des Ges-Tales. 

## Söhne und Töchter der Stadt
- Jaume Camprodon i Rovira (1926–2016), katholischer Geistlicher, Bischof von Girona